# Hans-Ulrich Esken
Hans-Ulrich Esken (* 1. November 1945 in Nebra) ist ein ehemaliger deutscher Richter und Sportfunktionär.

## Werdegang
Esken war von 1975 bis zu seiner Pensionierung 2010 Richter am Amtsgericht Dortmund. Zudem verfasste er mehrere Reiseführer über die USA.
Von 1990 bis 1994 war Esken Vorsitzender des Eishockeyvereins ERC Westfalen Dortmund. Von 1992 bis 2002 war er Richter des DEB-Spielgerichtes, von 1994 bis 2002 als stellvertretender Vorsitzender.
Am 30. November 2002 wurde Esken als Nachfolger von Rainer Gossmann zum Präsidenten des Deutschen Eishockey-Bunds (DEB) gewählt. Im Juli 2008 trat er von diesem Amt zurück. Ihm folgte Uwe Harnos nach.